# Voix de sifflet

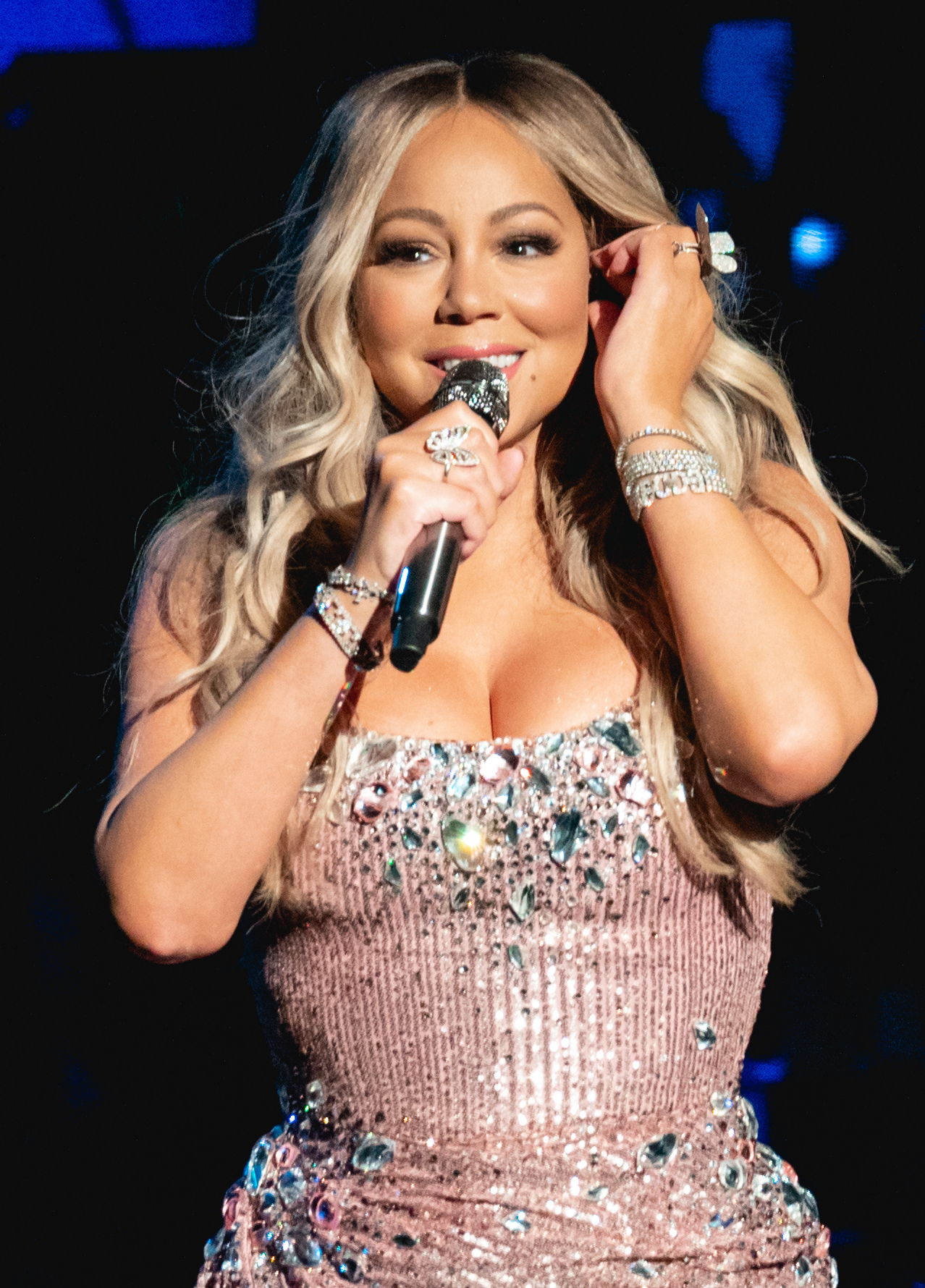
La voix de sifflet est utilisée par l'artiste Mariah Carey.

La voix de sifflet (mécanisme III) dit aussi « petit registre » ou « registre de flageolet », est le registre le plus élevé de la voix humaine, se situant au-dessus de la voix de fausset.

## Physiologie
La manière d'obtenir une voix de sifflet est difficilement observable en laboratoire et n'est pas complètement comprise. Le principe est de diminuer la chambre de résonance des cordes vocales en abaissant l'épiglotte vers le larynx jusqu'à le fermer, raison pour laquelle l'observation directe est impossible. D'autres mécanismes interviennent, notamment la formation d'un triangle par les aryténoïdes en contractant le muscle cricoaryténoïde latéral sans mobiliser le muscle cricoaryténoïde postérieur.

## Technique
Les artistes lyriques, surtout les sopranos, ressentent un passage vers Ré4-Mi4 (hauteur de 600 Hz environ). Le passage en voix de sifflet se fait entre les Si4 et Do5 d'après la littérature scientifique. Il s'agit du « secondo passagio », passage de la voix de tête vers la voix de sifflet.

## Exemples
Dans la culture musicale occidentale contemporaine, la voix de sifflet est utilisée par certains artistes populaires comme Christina Aguilera, Dimash Quidaibergen, Minnie Riperton, Kim Seokjin,Yma Sumac, Mariah Carey, Battista Acquaviva, Adam Lopez, Morissette Amon (en), Linda Eder (us) ou Ariana Grande.
Chez les hommes, on citera Philipp Bayleys, chanteur de Earth, Wind and Fire, et Gabriel Henrique qui a  notamment repris le titre Lovin’You de Minnie Riperton.

## Sources
1. ↑  (en) Lesley Mathieson, The Voice and Its Disorders, Wiley, Londres, 2001  (ISBN 978-1-86156-196-1).
2. ↑  (en) J. W. van den Berg, « Vocal Ligaments Versus Registers », The NATS Bulletin (en) no 19, Cincinnati, décembre 1963, p. 18.
3. ↑  Garnier, Henrich, Wolfe, Smith, « Transitions laryngées et résonantielles dans le haut de la tessiture des sopranes », Compte-rendu de l’Atelier voix chantée, University of New South Wales ; Music Acoustics Group, Sydney, Australia
 2GIPSA-Lab ; Dept Langage et Cognition, Grenoble, France,‎ 23 juin 2008 (lire en ligne)